# 格倫 (喬治亞州)
格倫（英語：Glenn）是位於美國喬治亞州赫德縣的一個非建制地區。該地的面積和人口皆未知。

## 地理
格倫的座標為33°09′15″N 85°12′11″W / 33.15417°N 85.20306°W，而該地的平均海拔高度為249米（即817英尺）。